# Hervormde Regering van de Republiek China
De Hervormde Regering van de Republiek China was een Chinese voorlopige regering gecontroleerd door Japan die bestond van 1938 tot 1940 tijdens de Tweede Chinees-Japanse Oorlog.

## Geschiedenis
Na de verovering van Centraal- en Zuid-China werd er een collaborerend regime gecreëerd. In het noorden van het land was er reeds de Voorlopige Regering van de Republiek China.
De Hervormde Regering van de Republiek China werd op 28 maart 1938 uitgeroepen en Liang Hongzhi werd de leider. Hij had controle over de provincies Jiangsu, Zhejiang, Anhui en de steden Nanking en Shanghai.
Door het feit dat de Japanners geen echte autoriteit gaven aan de regering werd het in diskrediet gebracht bij de plaatselijke bevolking.
Samen met de Voorlopige Regering van de Republiek China fusioneerde het land tot de Wang Tsjing-Wei regering op 30 maart 1940.